# Dicolonus medius
Dicolonus medius là một loài ruồi trong họ Asilidae. Dicolonus medius được Adisoemarto & Wood miêu tả năm 1975.